# Arahant

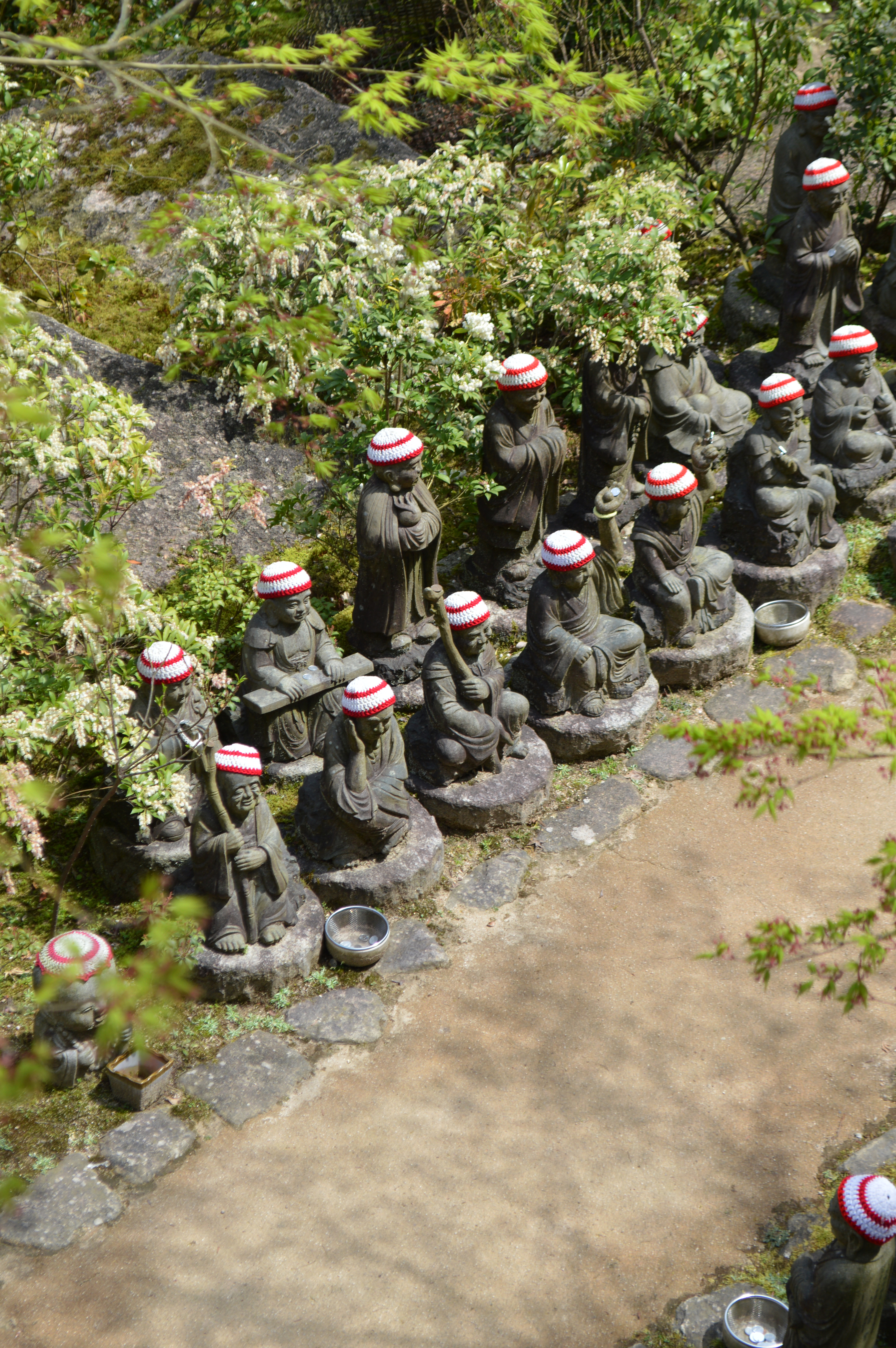
Beelden van 500 rakan in de tempel Daishō-in in het Japanse Miyajima

Een arahant (Pali: nobele) is een boeddha of een discipel van een boeddha. Indien arahant naar een discipel verwijst, betreft het iemand wiens geest door diep penetrerend inzicht in de natuur van het bestaan volledig gezuiverd en bevrijd is. In het theravada-boeddhisme is dit hoogste van de vier Graden van Verlichting die door een discipel van een boeddha behaald kan worden. De Boeddha werd zeer vaak een arahant genoemd: het woord arahant is onderdeel van de standaardbeschrijving van een boeddha.
Een arahant heeft het Nirwana bereikt omdat de geest is bevrijd van de drie vergiften: begeerte, boosheid en ignorantie. De arahant is vrij van de tien ketens die hem binden aan het samsara. Als een anagami (de derde graad van heiligheid) het arahantschap behaalt, vallen de zesde tot en met de tiende keten compleet weg en behaalt hij vrijheid en een einde aan het lijden. Bij het fysiek overlijden van een arahant vindt het parinibbana plaats, en geen wedergeboorte.

## Arahant in het mahayana en theravada
In het mahayana-boeddhisme (Mahayana is Sanskriet voor Groot Voertuig) wordt het begrip bodhisattva gebruikt. In de vroege geschriften van het mahayana worden de namen arahant en bodhisattva met elkaar in contrast gesteld en is een bodhisattva niet slechts een wezen dat naar verlichting streeft, maar ook een Verlichtend Wezen, een wezen dat heel actief anderen bijstaat op het pad naar boeddhaschap. Deze opvatting kan teruggevonden worden in de Lotussoetra en de Avatamsakasoetra uit de eerste eeuwen van de westerse jaartelling. Het verschil met een boeddha is dat zowel een boeddha als een arahant niet meer reïncarneren, terwijl een bodhisattva dat wel doet, echter bewust om de mensheid in hun verlichting bij te staan.
In het theravada echter kan men slechts een van de twee zijn: of een leerling van een boeddha, of een boeddha. De gehanteerde definitie laat niet toe dat men tegelijkertijd een boeddha en een leerling van een boeddha is. Men gelooft dat het mogelijk is om een keuze te maken tussen deze twee alternatieven en daarnaar te streven.